# El Cuatrero
Rogelio Reyes (Lagos de Moreno, Jalisco, 19 de marzo de 1996), conocido como El Cuatrero, es un luchador profesional mexicano. Ha trabajado para empresas como Consejo Mundial de Lucha Libre (CMLL) y Lucha Libre AAA Worldwide. Actualmente se encuentra en libertad por irregularidades en el proceso de tentativa de feminicidio a la luchadora y expareja Stephanie Vaquer, ya que la falta de pruebas por parte de la luchadora y claras faltas al proceso de las autoridades no han podido demostrar culpabilidad alguna por parte del luchador.

## Primeros años
Proviene de una familia dedicada a la lucha libre profesional, en la que se incluye a su padre Cien Caras, su hermano Sansón, sus tíos Máscara Año 2000 y Universo 2000, y su primo Forastero.

## Carrera

### Inicios (2010-2014)
Si bien el nombre de El Cuatrero se usó por primera vez en 2014, Sansón declaró que hicieron su debut en el ring alrededor del año 2010 y trabajaron localmente en Lagos de Moreno mientras terminaban la escuela. En una entrevista, Cuatrero afirmó que luchó brevemente como Máscara Universal, pero a su padre no le gustó y, en cambio, sugirió el nombre El Cuatrero, inspirado en el truco del vaquero que su padre y su los tíos habían usado. Durante su tiempo trabajando localmente en Lagos de Moreno, el dúo ganó su primera lucha de Apuestas, donde derrotaron a Los Centellas (I y II) y desenmascararon al dúo.

### Consejo Mundial de Lucha Libre (2014-2021)
Los hermanos Reyes trabajaron localmente hasta principios de 2014, cuando comenzaron a trabajar en Guadalajara, pero los promotores locales del Consejo Mundial de Lucha Libre (CMLL) en el Arena Coliseo local, donde comenzaron a entrenar en la escuela de lucha del CMLL aprendiendo de Último Guerrero, Virus y Franco Colombo. Los hermanos Reyes hicieron su debut en CMLL el 25 de marzo de 2014, donde, junto con Universo 2000, perdieron ante el trío de Blue Panther, Sagrado y Valiente.
El 5 de enero de 2017, El Cuatrero trabajó en su primera lucha del CMLL en la Ciudad de México en la sede principal de CMLL. ya que participó en la versión 2017 de La Copa Junior, pero fue eliminado del torneo antes de la final. En ese momento, los hermanos Reyes comenzaron a ser llamados Nueva Generación Dinamita como una referencia a su herencia. El 18 de marzo de 2016, Nueva Generación Dinamita trabajó en su primer gran evento del CMLL, derrotando a Soberano Jr. y Oro Jr. en la primera lucha del Homenaje a Dos Leyendas de ese año. CMLL decidió que tanto El Cuatrero como Sansón participaran en el Torneo Gran Alternativa, donde los luchadores más jóvenes se unen con luchadores veteranos establecidos para un torneo de equipo. El Cuatrero fue emparejado con Rey Bucanero para el torneo, pero el dúo perdió ante Tritón y Místico en la primera ronda del torneo. Un año después, El Cuatrero se unió a su tío Máscara Año 2000 para la versión 2017 del Torneo Gran Alternativa, pero al igual que en el torneo de 2016, El Cuatrero no pasó la primera ronda, ya que el equipo perdió ante Esfinge y Atlantis.
Si bien los primeros años de El Cuatrero en la lista principal habían tenido poco éxito, julio de 2017 fue un punto de inflexión en cómo CMLL reservó Nueva Generación Dinamita cuando El Cuatrero y Sansón derrotaron a Black Terry y Negro Navarro para ganar el Campeonato en Parejas de la Arena Coliseo del CMLL. Tres días después, el trío derrotó a Los Hijos del Infierno (Ephesto, Luciferno y Mephisto) para ganar el Campeonato Nacional de Tríos.
El 19 de enero de 2018, como parte de la gira de FantasticaManía de CMLL y New Japan Pro-Wrestling en Japón, El Cuatrero derrotó a Ángel de Oro para ganar el Campeonato Mundial de Peso Medio del CMLL de manera individual. El cambio de campeonato fue el comienzo de una rivalidad más larga entre El Cuatrero y Ángel de Oro, donde los desafíos para una lucha de apuestas quienes pronto siguieron. La rivalidad entre El Cuatrero y Ángel de Oro alcanzó su punto máximo en el evento Homenaje a Dos Leyendas, donde ambos competidores pusieron su máscara en juego en el evento principal de la noche. Terminó con El Cuatrero derrotando a Ángel de Oro, obligando a Ángel de Oro a quitarse la máscara según la tradición de lucha libre.

## Problemas legales
El 4 de marzo de 2023, la luchadora del CMLL Stephanie Vaquer presentó una denuncia penal por violencia doméstica contra El Cuatrero, quien había trabajado con ella en el pasado para el CMLL. Según la denuncia, Cuatrero la obligó a asfixiarla y arrojarla contra una pared. El 9 de marzo, el Consejo Mundial de Lucha Libre emitió un comunicado afirmando que «condenan enérgicamente cualquier forma de violencia contra la mujer y reiteran nuestro compromiso de promover una vida libre de violencia y acoso en nuestro personal y asistentes a nuestras arenas». El 10 de marzo, luego de un programa de AAA en la ciudad de Aguascalientes, El Cuatrero fue detenido con orden de aprehensión en la Ciudad de México y acusado de tentativa de feminicidio y violencia intrafamiliar. Desde su detención, fue ingresado al Reclusorio Oriente.
En abril de 2025 fue puesto en libertad por falta de pruebas, al haber pasado el tiempo para presentar pruebas y por medio de un amparo que respalda la omisión por parte de las autoridades en el proceso, su equipo legal logro la libertad del luchador mientras la defensa de la luchadora Stephanie Vaquer ha sido turbia al no demostrar sus acusaciones.

## Campeonatos y logros
- Consejo Mundial de Lucha Libre
  - Campeonato Mundial de Peso Medio del CMLL (1 vez)
  - Campeonato Mundial de Tríos del CMLL (1 vez) – con Forastero y Sansón
  - Campeonato en Parejas de la Arena Coliseo del CMLL (1 vez) – con Sansón
  - Campeonato Nacional de Tríos (1 vez) – con Foraster y Sansón
  - Campeonato Occidente de Tríos (1 vez) – con Forastero y Sansón
  - Copa Dinastía (2017) – con Forastero y Sansón[17]

- Lucha Libre AAA Worldwide
  - Campeonato Mundial de Tríos de AAA (1 vez) – con Forastero y Sansón
  - Campeonato Vive Latino (2022)

- Pro Wrestling Illustrated
  - Situado en el Nº322 en los PWI 500 de 2018[18]
  - Situado en el Nº362 en los PWI 500 de 2019[19]

## Luchas de apuestas
| Ganador               | Perdedor               | Ubicación        | Evento                  | Fecha               | Notas |
| --------------------- | ---------------------- | ---------------- | ----------------------- | ------------------- | ----- |
| El Cuatrero (máscara) | Ángel de Oro (máscara) | Ciudad de México | Homenaje a Dos Leyendas | 16 de marzo de 2018 |       |